# ケン・イシイ
ケン・イシイ（Ken Ishii、石井健、1970年5月12日 - ）は、日本のテクノミュージシャン、DJ。別称は「東洋のテクノ・ゴッド」など。ニックネームはけんちゃん、ケニー。活動初期から、東京の雰囲気を題材としたオリエンタルかつインテリジェントな作風で知られている。

## 略歴
北海道札幌市生まれ、東京都育ち。筑波大学附属駒場中学校・高等学校から一橋大学社会学部卒業後、大手広告代理店電通に勤務する。内部メモリ上のデータが壊れ、プリセットが全く使えない状態になってしまったコルグM1（オールインワンシンセ）を、音色をゼロから作り直す等して駆使し、デトロイトテクノの影響下にありつつも、東京をモチーフとした東洋的なセンスの楽曲を製作した。1993年には、学生時代に制作したデモテープがベルギーのテクノレーベル・R&Sレコーズに採用される。
その後リリースされた 1st『Garden On The Palm』 は、イギリスの音楽誌『NME』のテクノチャートでNo.1を獲得。当時、日本では全く無名の存在だった為、当初は英国在住の日系人ではないか等、様々な噂や憶測が飛び交った。その後『電気グルーヴのオールナイトニッポン』（ニッポン放送）等、いくつかの日本のメディアでも逆輸入のかたちで紹介されることとなる。
1990年代以降、日本人のテクノミュージシャンで海外で本格的に評価された最初の人物であり、その道を切り開いた功績は大きい。続く2nd『Jelly Tones』は、その音の美しさ、繊細さと独特なビートで世界を席巻、瞬く間に頂点に駆け上った。このアルバムでは従来のリスニング路線に加え、ダンスビートをより意識した作風へと徐々に変化を遂げた。
ケン・イシイ名義および別名義「FLR」での活動は日本のサブライムレコーズからのリリースが中心となっている。また、楽曲制作と並行してDJとしての活動も精力的に行っており、2004年の「Ibiza DJ Award」では、Best Techno DJを受賞した。毎年恒例のREEL UPというイベントをサブライムレコーズのDJ YAMAと主催している。
2011年英国アカデミー賞音響賞ノミネート。
R&Sレコーズでデビューする以前に、当時アルファレコードのA&Rで後にソニーテクノを立ち上げる弘石雅和へデモテープを渡している。しかしリリースには至らなかった。
プロレス通であり、インディーズ団体などにも詳しい。

## ディスコグラフィ

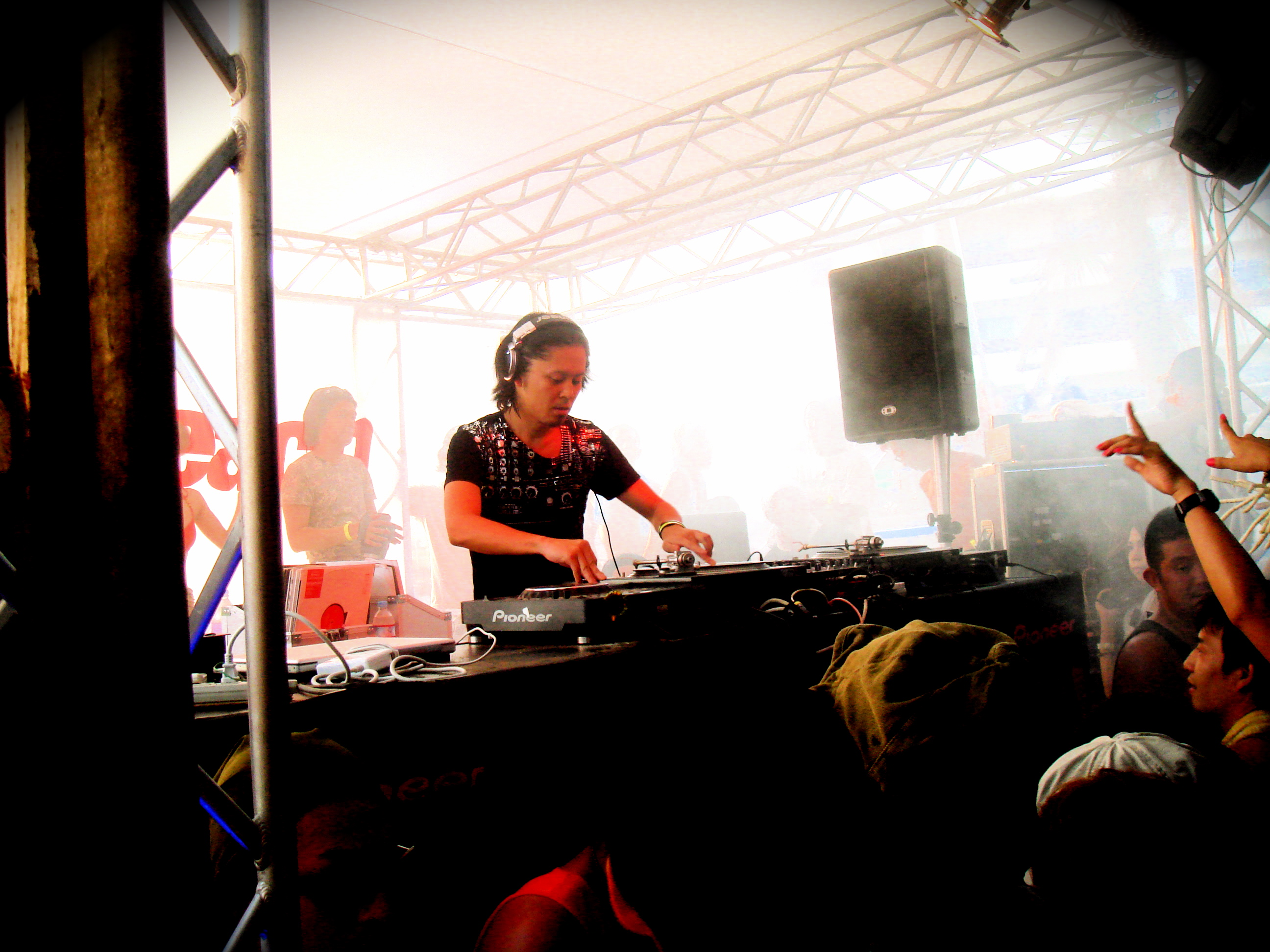
ケン・イシイ（2007年8月19日）

### シングル
- Switch of Love（1993年）(ESP/トモヒロ・ハセクラとのユニット、Rising Sun名義)
- Samsara（1993年）(+8/Utu名義)
- Deep Sleep（1993年）
- Pneuma（1993年）
- Tangled Notes（1994年）
- Nettin Pure 1（1995年）(Reel Musiq/Flare名義)
- EXTRA（1995年）
- Nettin Pure 2（1996年）(Reel Musiq/Flare名義)
- STRETCH（1996年8月7日）
- Circular Motion（1996年10月2日[2]）

タカシマヤタイムズスクエアCM曲
- Echo Exit（1997年4月9日[3])

ジャケットデザインは長篇アニメ『AKIRA』等で有名なアニメーター、森本晃司
- ICEBLINK -Theme Track For WHITEOUT- (2000年7月19日)
- Take No Prisoners（2019年10月25日）Ken Ishii & Jeff Mills
- Walk Through The 8th (Incl. DJ Wada Remix)（2021年6月14日）Ken Ishii & 坂本昌己
- The Small Hours（2021年10月1日）Ken Ishii & Masaki Sakamoto
- Morning Light（2024年1月10日）秋葉原重工

### アルバム
- Garden On The Palm（1993年）ミニアルバム
- Inner Elements（1994年)

日本盤は、海外盤の「Garden On The Palm」重複曲を他シングルからの未収録曲に差しかえられている
- Reference To Difference（1994年) (sublime)

1995年にFlare名義でコンピレーション提供曲を追加・曲順を変更し再発
- Green Times（1995年) (sublime)

93年にESPから発表されたRising Sun・Yoga名義の曲をコンパイル。初回盤にはボーナスディスク「Solar Man」(Flare名義)が封入。
- Jelly Tones（1995年12月1日）

ジャケット及び一曲目の「EXTRA」のPVは森本晃司に依るもの。原画は福島敦子
- Grip（1996年) (sublime/Flare名義)
- Re Grip（1996年) (sublime/Flare名義 Gripのリミックス盤)
- Metal Blue America（1997年12月12日）[4]

同アルバム初回限定盤のみ収録のボーナストラック"drummelter"がテレビ朝日｢ル・マン24時間レース｣のイメージソングに起用される。
- Sleeping Madness（1997年5月21日）
- Flatspin（2000年8月18日）
- Future In Light（2002年10月30日）
- SUNRISER（2006年11月1日）
- Daybreak Reprise -SUNRISER Remixed- (2008年8月6日)
- KI15 - The Best of Ken Ishii（2009年11月25日）
- The Works + The Unreleased & Unexpected（2009年11月25日）
- KI15-The Box（2010年1月27日）
- Music for Daydreams（2012年2月8日）
- Interpretations for Ken Ishii Future In Light Visualized & Remixed（2019年11月16日）
- Möbius Strip（2019年11月27日）
- Abyssal Plain Remixes（2020年3月25日）
- WHITE and BLACK（2022年12月21日）Ken Ishii, Hiroyuki Arakawa
- Yakitori: Soldiers of Misfortune (Soundtrack from the Netflix Series)（2023年5月18日）

### 参加作品
- Rez
- LSD (ゲーム)
- ルミネスII
- 電気グルーヴ「N.O.」（1994年2月2日）

3. N.O. (Ken Ishii Reproduction)
- CONFUSION「WAY TO GO」（1995年1月21日）

3. WAY TO GO (DISTORTED DIRECTION MIX)
- V.A.「TRANSONIC 5(RE-ENTRY)」（1995年）

3. MIND DESIGN / SKYWALK(KEN ISHII REMIX)
- Dan Curtin「Voices From Another Age」（1995年）

3. Voices From Another Age (KEN ISHII REMIX)
- 東京スカパラダイスオーケストラ「ROCK MONSTER STRIKES BACK(KEN ISHII REMIX)」（maxiシングル、1996年7月21日）

カップリングは逆にイシイの楽曲「EXTRA」をスカパラが演奏している。イラストは大友克洋が担当。
- ヒカシュー「RETROACTIVE」（1996年8月28日）

2. モデル (KEN ISHII REMIX)
- YMO「YMO REMIXES TECHNOPOLIS 2000-01」（1999年11月3日）

2. TIGHTEN UP (KEN ISHII REMIX)
- 倉木麻衣「Reach for the sky」（2000年11月8日）

4. Reach for the sky KEN ISHII REMIX
- 藤原ヒロシ「Sametape?」（2003年8月20日）

1. Sametape?(Ken Ishii Remix)
- TRIBUTE TO YMO（2004年）

6. FIRECRACKER
- PARADE?RESPECTIVE TRACKS OF BUCK-TICK?（2005年12月21日）

6. Living on the Net(Ken Ishii Remix)
- ORANGE RANGE「Squeezed」（2006年4月12日）

8. *〜アスタリスク〜Ken Ishii’s Seventh City Remix
- DAVE ANGEL（2011年10月7日）

11.「Type E」Dave Angel & Ken Ishii　Dave Angelのアルバム「Frame By Frame」に収録
- PAC-MAN 40th ANNIVERSARY COLLABORATION vol.1（2020年5月2日）

JOIN THE PAC (Original Mix - Official Theme Song for PAC-MAN 40th Anniversary)
Infiltrate The PAC

### その他
- 東京スマートドライバー - テーマBGM
- FREEDOMMUNE 0＜ZERO＞[5]